# Cyanistes teneriffae
La cinciarella delle Canarie (Cyanistes teneriffae (Lesson, 1831)) è un uccello della famiglia Paridae.

## Distribuzione e habitat
Oltre che nelle isole Canarie, da cui prende il nome, la specie è ampiamente diffusa a Pantelleria e nel Nord Africa (Marocco, Algeria, Tunisia e Libia).

## Tassonomia
Sono state descritte le seguenti sottospecie:
- Cyanistes teneriffae teneriffae (Lesson, 1831) - endemica di La Gomera e Tenerife
- Cyanistes teneriffae palmensis (Meade-Waldo, 1889) - endemica di La Palma
- Cyanistes teneriffae cyrenaicae (Hartert, 1922) - endemica della Libia
- Cyanistes teneriffae ultramarinus (Bonaparte, 1841) - diffusa a Pantelleria e dal Marocco alla Tunisia
- Cyanistes teneriffae degener (Hartert, 1901) - endemica di Fuerteventura e Lanzarote
- Cyanistes teneriffae ombriosus (Meade-Waldo, 1890) - endemica di El Hierro
- Cyanistes teneriffae hedwigae (Dietzen, Garcia-del-Rey, Castro & Wink, 2008) - endemica di Gran Canaria